# 라자루스 차퀘라
라자루스 매카시 차퀘라(영어: Lazarus McCarthy Chakwera, 1955년 4월 5일~)는 말라위의 신학자이자 정치인으로 2020년 6월부터 말라위의 대통령을 역임하고 있다. 대통령직 외에도 그는 국방부 장관으로서 내각 포트폴리오를 부여했다. 그는 2013년부터 말라위 의회당의 대표를 역임하고 있으며, 2019년 5월 21일 실시된 총선에서 헌법재판소가 뒤집은 후 국회에서 야당 대표를 맡고 있다. 그는 8월 9일부터 19일까지 말라위 릴롱궤에서 열린 제41차 SADC 연례 정상회담에서 8월 17일 SADC의 의장으로 임명되었다. 1989년부터 2013년 5월 14일까지 말라위 하나님의 성회 의장을 지냈다.

## 사생활
라자루스 차퀘라는 1955년 4월 5일 말라위가 영국의 식민 지배를 받던 당시 수도인 릴롱웨에서 태어났다. 그의 가족은 도시 외곽에서 자급자족하는 농부였다. 그는 1977년 10월 8일 모니카 차퀘라와 결혼하여 4명의 자녀와 손주를 두었다.

## 교육
차퀘라는 1977년 말라위 대학교에서 문학사(철학) 학위를 받고 졸업하였다. 그는 신학을 공부했고 남아프리카 공화국의 림포포 대학교에서 명예 학위를 취득했으며 1991년 남아프리카 대학교에서 석사 학위를 취득했다. 2000년 미국의 트리니티 국제대학교는 그에게 박사 학위를 수여했다. 그는 2005년 범아프리카 신학교 교수가 되었다.

## 신학 경력
1983년부터 2000년까지 하나님의 성회 신학교에서 강사로 일했으며, 1996년에는 교장이 되었다. 그는 올 네이션스 신학교의 공동 이사장 겸 강사였다. 1989년부터 2013년까지 그는 말라위 하나님의 성회를 주재했다. 2013년 4월 14일 그는 신의 총회 의장직을 유지하면서 야당인 말라위 의회당(MCP)의 전당대회에 출마하겠다고 선언하면서 많은 이들을 놀라게 했다.

## 정치 경력
차퀘라가 대통령 선거에 출마할 것이라는 소문은 2013년 4월 9일 온라인 미디어를 통해 처음 보도되었다. 그들은 2013년 4월 14일에 확인되었다. 차퀘라는 이후 말라위 하나님의 총회 의장으로 있는 동안 임명장을 제출했다. 2013년 4월 27일로 예정된 MCP 전당대회는 이후 8월 10일과 8월 11일로 연기되었다. 2014년 말라위 총선 당시 여러 플랫폼에서 선거가 조작됐다는 루머가 나돌았다. 차퀘라는 모든 말라위인들에게 평화로움을 유지하고 결과를 받아들이며 다가오는 선거를 기다리라고 말했다. 그는 제1야당 총재로서 성공을 거두었을 뿐만 아니라 릴롱웨 북서부 선거구의 국회의원으로도 활동했다.
차퀘라는 2013년 5월 14일부로 말라위 신회의 수장직을 사임한다고 발표했다. 그는 이렇게 하면 자신이 여전히 하나님을 섬기는 다른 맥락에서 볼 때 일선 정치에 더 집중할 수 있을 것이라고 말했다. 차퀘라는 2020년 6월 말라위 총선에 대비해 UTM의 사울로스 칠리마 등 여러 정당과 연대해 '톤세 연합'을 결성했다. 이는 민주진보당이 승리를 주장한 뒤 법원이 대규모 비리를 이유로 2019년 총선을 배제하면서 벌어진 일이다.
차퀘라는 2020년 총선에서 59%의 득표율로 피터 무타리카 현 대통령을 누르고 당선되었다. 차퀘라는 6월 28일 말라위의 6대 대통령으로 취임했다. 이 때 말라위는 아프리카 국가 중 처음으로 부정선거로 대선 결과가 뒤집혔고 재선거에서 야당 지도자가 승리했다. 케냐 대법원은 2017년에 가장 먼저 무효 판결을 내렸으나, 재선거는 야당 지도자가 이긴 적이 없다.